# Sint-Truiden
Sint-Truiden (lim. Sintruin, fr. Saint-Trond, hist. Saint-Tron) – miasto w Belgii, w Regionie Flamandzkim, w prowincji Limburgia, w okręgu Hasselt. 1 stycznia 2024 liczyła 41 469 mieszkańców na powierzchni 107,12 km².
Nazwa miasta pochodzi od św. Trudona, założyciela klasztoru z IX wieku. Głównymi zabytkami są XIII-wieczny kościół beginek i XV-wieczny kościół pw. NMP (Onze-Lieve-Vrouw).

## Podział administracyjny
W skład gminy wchodzi 14 dzielnic (deelgemeente):
- Aalst (Alost)
- Brustem
- Duras
- Engelmanshoven
- Gelinden
- Gorsem
- Groot-Gelmen (Grande-Jamine)
- Halmaal
- Kerkom-bij-Sint-Truiden (Kerckom-lez-Saint-Trond)
- Ordingen
- Runkelen
- Velm
- Wilderen
- Zepperen

## Osoby

### Urodzone w Sint-Truiden
- Frank De Winne, astronauta
- Michaël Roskam, reżyser
- Nina Derwael, gimnastyczka
- Odilon Polleunis, piłkarz
- Simon Mignolet, piłkarz
- Wouter Vrancken, piłkarz

## Współpraca
Miejscowości partnerskie:
- Duras, Francja
- Nueva Guinea, Nikaragua
- Weert, Niderlandy

## Transport
W mieście znajduje się stacja kolejowa Sint-Truiden.